# بنی مطر (روستا)
 بنی مطر  به عربی ( بَنی مَطرَ )، روستایی است در دهستان المَقَاش از توابع استان اَبیَن در کشور یمن در شبه جزیره عربستان.

## جمعیت
جمعیت آن (۶۰۸) نفر (۱۸ خانوار) می‌باشد.